# Ford Model T
Ford Model T (kolokvijalno poznat kao Tin Lizi, Liping Lena, džitni ili fliver) automobil je koji je proizvodila Fordova motorna kompanija od 1. oktobra 1908, do 26. maja 1927. Generalno se smatra prvim pristupačnim automobilom, kolima koja su otvorila putovanje za običnog Amerikanca srednje klase; deo čega je bio posledica Fordove efikasne izrade, uključujući rad na proizvodnim montažnim linijama umesto pojedinačnog ručnog zanata.
Ford Model T proglašen je najuticajnijim automobilom 20. veka u rangiranju kola veka 1999. godine, ispred modela BMC Mini, Citroen DS i Folksvagen Tip 1. Fordov model T bio je uspešan ne samo zato što je pružao jeftin prevoz u masovnim razmerama, već i zato što je ovaj automobil značio inovaciju za rastuću srednju klasu i postao moćan simbol doba modernizacije u Sjedinjenim Državama. Sa 16,5 miliona prodatih automobila, osmi je na listi prvih deset najprodavanijih automobila svih vremena, prema podacima iz 2012. godine.
Iako su automobili proizvođeni od 1880-ih, oni su još uvek bili uglavnom retki, skupi i često nepouzdani u vreme uvođenja Modela T 1908. godine. Pozicioniran kao pouzdan, lako održavan transport na masovnom tržištu, on je ostvario veliki uspeh. U toku nekoliko dana od puštanja na tržište, prispelo je 15.000 narudžbina. Prvi produkcioni Model T proizveden je 12. avgusta 1908, a iz fabrike je izašao 27. septembra 1908, u Fordovom pogonu Piket avenije u Detrojtu u Mičigenu. Dana 26. maja 1927. godine, Henri Ford je gledao kako 15-milionski Model T Ford silazi sa montažne linije u svojoj fabrici u Hajland parku u Mičigenu.
Henri Ford je osmislio seriju automobila između osnivanja kompanije 1903. godine i predstavljanja Modela T. Ford je svoj prvi automobil nazvao Model A i nastavio po abecedi do Modela T, ukupno dvadeset modela. Nisu svi modeli ušli u proizvodnju. Proizvodni model neposredno pre modela T bio je Model S, poboljšana verzija najvećeg uspeha kompanije do tog trenutka, Modela N. Sledbenik Modela T bio je Ford model A, a ne „Model U”. Služba marketinga kompanije je rekla da je to zato što je novi automobil bio tako veliko odstupanje od starog, da je Henri želeo da ispočetka počne slovom A.
Model T je bio prvi masovno proizvođeni automobil na pokretnim montažnim linijama sa potpuno zamenljivim delovima, plasiran za srednju klasu. Henri Ford je o vozilu rekao:

Izgradiću automobil za veliko mnoštvo. Biće dovoljno veliki za porodicu, ali dovoljno mali da ga pojedinac može voziti i brinuti se o njemu. Biće napravljen od najboljih materijala, od strane najboljih ljudi koji se mogu zaposliti, po najjednostavnijim dizajnima koje moderni inženjering može osmisliti. Ali će on biti toliko niske cene da nijedan čovek koji dobro zarađuje neće biti u poziciji da ne može da ga poseduje - i uživa sa svojom porodicom blagoslov časova zadovoljstva u velikim Božjim otvorenim prostorima.

Iako zasluga za razvoj montažne linije pripada Ransom E. Oldsu, s prvim serijskim automobilom masovnim proizvodom, Oldsmobile Curved Dash, započetim 1901. godine, postignuti su ogromni napreci u efikasnosti sistema tokom životnog veka Modela T, koji se gotovo u potpunosti mogu pripisati viziji Forda i njegovih inženjera.

## Literatura
- Clymer, Floyd (1955). „Henry's wonderful Model T, 1908–1927”. New York, NY, U.S.: McGraw-Hill. LCCN 55010405.
- Clymer, Floyd (1950). „Treasury of Early American Automobiles, 1877–1925”. New York, NY, U.S.: McGraw-Hill. LCCN 50010680.
- Dutton, William S. (1942), Du Pont: One Hundred and Forty Years, Charles Scribner's Sons, LCCN 42011897.
- Ford, Henry; Crowther, Samuel (1922), My Life and Work, Garden City, New York, USA: Garden City Publishing Company, Inc. Various republications, including  9781406500189. Original is public domain in U.S. Also available at Google Books.
- Georgano, G. N. (1985). „Cars: Early and Vintage, 1886–1930”. London, UK: Grange-Universal.
- Hounshell, David A. (1984), From the American System to Mass Production, 1800-1932: The Development of Manufacturing Technology in the United States, Baltimore, Maryland: Johns Hopkins University Press, ISBN 978-0-8018-2975-8, LCCN 83016269
- Kimes, Beverly Rae; Clark Jr., Henry Austin (1989). Standard Catalog of America Cars: 1805–1942 (2nd изд.). Krause Publications. ISBN 9780873411110.
- Lacey, Robert (1986). Ford: The Men and the Machine. Boston, MA, U.S.: Little, Brown. ISBN 978-0-316-51166-7.
- Leffingwell, Randy (2002) [1998], Ford Tractors, Borders, ISBN 0-681-87878-9.
- Lewis, David (1976). The Public Image of Henry Ford: An American Folk Hero and His Company. Detroit, MI, U.S.: Wayne State University Press. ISBN 978-0-8143-1553-8.
- Manly, Harold P. (1919). The Ford Motor Car and Truck; Fordson Tractor: Their Construction, Care and Operation. Chicago, IL, USA: Frederick J. Drake & Co.
- McCalley, Bruce W. (1994). Model T Ford: The Car That Changed the World. Iola, WI, U.S.: Krause Publications. ISBN 978-0-87341-293-3.
- Pripps, Robert N.; Morland, Andrew (photographer) (1993). Farmall Tractors: History of International McCormick-Deering Farmall Tractors. Farm Tractor Color History Series. Osceola, WI, U.S.: MBI. ISBN 978-0-87938-763-1.
- Reynolds, David (2009). America, Empire of Liberty: A New History of the United States. Basic Books. ISBN 978-1-84614-056-3.
- Ross, Irwin (novembar 1974). „Ford's Fabulous Flivver”. Gas Engine Magazine. Приступљено 11. 8. 2016.
- Sedgwick, Michael (1972) [1962]. Early Cars. Octopus Books. ISBN 978-0-7064-0058-8.
- Ward, Ian, ур. (1974). „The World of Automobiles”. 13. London, UK: Orbis.
- Wik, Reynold M. (1972). Henry Ford and Grass-Roots America. Ann Arbor, MI, U.S.: University of Michigan Press. ISBN 978-0-472-97200-5.

## Spoljašnje veze
- Ford Model T на веб-сајту  (језик: енглески)